# Luttre
Luttre est un village à quelques kilomètres au nord de la ville de Charleroi en Belgique. Administrativement il fait partie de la commune de Pont-à-Celles, dans la province de Hainaut (Région wallonne de Belgique).

## Étymologie
Le nom de Luttre vient d'un mot allemand ancien lutere signifie  « eau pure, claire, limpide ».
On trouve aussi les formes Lutere et Lutteaux.

## Géographie

### Situation
Luttre est situé entre :
- le canal de Charleroi-Bruxelles et le village de Pont-à-Celles à l'ouest,
- l'autoroute Charleroi-Bruxelles et le village de Liberchies à l'est,
- une zone agricole et le village d’Obaix au nord,
- une zone agricole et le village de Viesville au sud.

### Hydrographie
La Rampe est le petit cours d'eau qui traverse Luttre.

## Évolution démographique
- Sources : INS, Rem. : 1831 jusqu'en 1970 = recensements, 1976 = nombre d'habitants au 31 décembre.
- 1970: Annexion de Liberchies en 1964

## Histoire

### De l'époque romaine à l'indépendance belge
Après la conquête des Gaules (de l'an -57 BC à l'an +52 AC), Rome a pris en main l'organisation des territoires conquis. Le Nord de la Gaule a été constitué en une province : la Belgica avec Reims (F) comme capitale. Cette province était elle-même divisée en civitates. Le territoire sur lequel s'est développé Luttre dépendait de la Civitas Tungrorum avec Tongres (B) comme capitale et était limitrophe de la Civitas Nerviorum avec Tournai (B) comme capitale.
Un des premiers soins de l'occupant fut d'établir une bonne infrastructure routière en tirant profit des voies existantes. La voie romaine "Bavay (F) -Tongres (B) - Cologne (D)" est intéressante car des fouilles archéologiques ont mis en évidence qu'un relais routier (bains romains, écuries, tavernes…) d'une certaine importance s'est développé à Liberchies (B), village situé à 3 km de Luttre, le long de cette voie romaine.
Le premier document connu citant le nom de Luttre date de la fin du XIIIe siècle. Il s'agit d'une convention entre le seigneur de Rèves (également seigneur de Luttre) et l'abbaye de laquelle dépendait l'église de Celles (qui deviendra Pont-à-Celles à la fin du XVIIIe siècle). Cette convention fut signée en 1289 et prévoyait que le curé de Celles viendrait dorénavant célébrer la messe trois fois par semaine dans une nouvelle chapelle érigée à Luttre. 
Luttre faisait partie du duché de Brabant. À l'époque, le Brabant s'étendait de Nivelles (B) à Bois-le-Duc (NL) et avait comme capitale Louvain (B). À la suite de cette convention, alors que Luttre dépendait de Nivelles – et donc du duché de Brabant – pour de nombreuses questions administratives dont la collecte des impôts ou la justice, les registres de naissance, de mariage et de décès étaient tenus par le curé de Celles qui dépendait de Thuin (B), et de ce fait, de la Principauté de Liège (B). Pour rappel, à cette époque, les régistres de baptêmes dans les paroisses servaient d'enregistrement à l'état civil.
Luttre était une terre franche du duché de Brabant. Cela signifie que les habitants étaient exempts de toute imposition sur les biens de consommation. En pratique, cela veut dire que les habitants des villages voisins venaient acheter ou consommer de l'alcool, du vin ou de la bière à Luttre. Vu la voie romaine toute proche, on peut également imaginer des auberges pour les voyageurs de passage.
Cette région a beaucoup souffert de nombreuses et interminables guerres. Néanmoins, un voyageur effectuant le trajet de Tournai (B) à Liège (B) en 1615 a vanté la limpidité des eaux du Piéton (la rivière qui traversait Luttre) et la beauté des collines verdoyantes, forêts et prairies environnantes[réf. nécessaire].
À la suite des nouvelles idées issues de la révolution française en 1789, l'empereur d'Autriche qui gouvernait nos contrées voulait imposer des réformes qui bouleversaient l'ordre établi. Il s'est ensuivi une période de troubles qui s'est achevée par l'invasion française de nos territoires en 1794. L'ancien régime a été aboli. 
Un nouveau régime basé sur les administrations communales a été établi en 1795. À cette occasion, la commune de Pont-à-Celles a été formée à partir de 6 seigneuries (dont Luttre). En même temps, les territoires conquis (qui deviendront la Belgique) furent divisés en neuf départements. Plusieurs communes, dont Pont-à-Celles, ont été détachées de Nivelles (qui se retrouve dans le département de la Dyle qui deviendra en 1815 la province de Brabant) et rattachées au département de Jemappes (du nom d'une victoire française en 1792).
Pont-à-Celles tire son nom du latin Cella, signifiant chambre ou cellule de moine, probablement en raison de la présence du monastère fondé, au VIIe siècle, par saint Amand (apôtre de la Belgique). La juridiction sur laquelle se trouvait ce monastère primitif, et ensuite le prieuré administré par les Prémontrés de l'abbaye de Parc, s'appela Celle puis Celles.
Le nom de Pont-à-Celles apparaît pour la première fois vers le XVIe siècle, lorsque les religieux de Parc construisirent un pont sur la rivière Piéton, proche de l'église. Les paroissiens de Luttre et d'Hériamont devaient alors, pour se rendre à la messe, passer par le " pont à Celles ". Petit à petit, ce nom s'étendit à toute la paroisse dont le territoire couvrait six seigneuries. Lorsqu'en 1795, les Français supprimèrent ces six seigneuries et créèrent une nouvelle commune, ils adoptèrent le nom de la paroisse.
En 1815, après la défaite de Napoléon à Waterloo, nos territoires furent unis aux Pays-Bas. À cette occasion, le département de Jemappes redevient Hainaut.

### De l'indépendance Belge à l'époque actuelle
À la suite de la révolution de 1830, la Belgique est devenue indépendante. À cette époque, la commune de Pont-à-Celles ne disposait que de maigres ressources et ne pouvait obtenir du jeune État belge les subsides réclamés pour l'amélioration des chemins et la construction d'écoles sur son vaste territoire. 
Les habitants de Luttre étaient mécontents de cette situation, mais les choses seraient certainement restées ainsi s'il n'y avait eu un jeune professeur intéressé par la création d'une nouvelle commune. Il pouvait espérer y être élu bourgmestre ou être nommé professeur de la nouvelle école communale. Bien que ses démarches aient duré 3 ans, il a eu gain de cause et, en 1841, Luttre a été détachée de Pont-à-Celles et est devenue une commune indépendante. 
Ironie du sort, le jeune professeur n'a jamais été élu bourgmestre de Luttre et n'a jamais été nommé à l'école communale du village. Par contre, après une brève union avec Liberchies (de 1965 à 1977), Luttre a rejoint Pont-à-Celles en 1977 avec 5 autres villages (Buzet, Liberchies, Obaix, Thimeon, Viesville) pour former la commune de Pont-à-Celles que nous connaissons aujourd'hui.

## Liste des bourgmestres de 1841 à 1977
- Edouard Léonard, de 1904 à 1940.

## Patrimoine et culture

### Patrimoine architectural
- Ferme Corbison, remontant probablement du XVIIIe siècle[2]. Située rue Corbison.
- Ferme du Ploÿt, remontant à 1632[3]. Située rue Ploÿt.

#### Histoire de la chapelle de Luttre
En 1283, Alard, seigneur de Rèves et suzerain de la terre de Luttre, construisit sur ses terres une chapelle dédiée à saint Nicolas. Il offrit terres et pâtures situés en la seigneurie de Luttre, paroisse de Celles, à l'abbaye de Parc, à condition qu'un religieux de l'abbaye vienne régulièrement célébrer la messe dans la chapelle. Cette chapelle, entourée d'un cimetière, fut desservie par les chanoines de Parc jusqu'au décès de F. Billeman, dernier curé régulier à Celles, mort en 1832. Elle mesurait 18 à 19 mètres de longueur, fut démolie en 1869 et remplacée par une église, à la suite de l'érection de la nouvelle paroisse en 1842.

## Économie

### Communications

#### Le canal Bruxelles-Charleroi
Le canal qui traverse Luttre a été construit au XIXe siècle. Cependant, dès le XVe siècle, les magistrats de Bruxelles s'étaient penchés sur un projet de voie d'eau qui relierait Bruxelles et le sud du pays. Cent ans plus tard, les exploitations minières se développent, mais il est toujours aussi difficile d'acheminer le charbon vers Bruxelles sur de mauvaises routes. Le projet de canal refait surface, mais les guerres de religion reportent une nouvelle fois sa réalisation. Pendant les siècles suivants, diverses études sont ébauchées jusqu'à ce que le roi Guillaume (période hollandaise) décide de prendre les choses en main. Les études et les travaux s'étaleront de 1819 à 1832. À son inauguration, le canal faisait 74 km de long et comprenait 55 écluses. Son achèvement a également contribué à arrêter les crues régulières du "Piéton" qui coupaient régulièrement le chemin entre Luttre et Pont-à-Celles. Au XXe siècle, le canal a été élargi, et le nombre d'écluses a été réduit.

#### Le chemin de fer
La gare de Luttre, qui s'est appelée un moment "Luttre - Pont-à-Celles", fut inaugurée le 23 octobre 1843 lors de la mise en service de la liaison Charleroi - Luttre - Braine-le-Comte. Dès ce jour, il fut possible de se rendre à Bruxelles en prenant les trains qui effectuaient la liaison Charleroi – Luttre – Braine-le-Comte – Bruxelles. C'est en 1874 qu'une ligne plus directe (124) a été inaugurée vers Bruxelles par Nivelles. Deux ans plus tard, en 1876, la ligne vers Gosselies et Châtelet a été ouverte (elle sera abandonnée en 1953). Trois ans plus tard, en 1879, la courte ligne vers Trazegnies a été ouverte (elle sera abandonnée en 1934).
Le 15 août 1974 la ligne 124 sera à Luttre le théâtre du déraillement d'un convoi qui fera dix-huit morts et une soixantaine de blessés.
Au XIXe siècle, les emplois étaient surtout agricoles. Cependant, Luttre était connu pour sa sucrerie et ses imprimeries administratives. Ce fut toutefois surtout le chemin de fer qui assura à la population de Luttre les emplois dont elle avait besoin. Situé sur un nœud ferroviaire important, au croisement de plusieurs lignes, Pont-à-Celles accueillit sur son territoire, à la lisière de Luttre, une gare de formation et un atelier central de réparation de locomotives et de wagons connu sous le nom de l’arsenal de Luttre. Dans l'entre deux guerres, l'arsenal occupa jusqu'à 2 000 agents. De nos jours, le nombre d'ouvriers et d'employés est tombé à 200 personnes. Dès 2005, la commune de Pont-à-Celles a entrepris la reconversion d’une partie importante du site en zone de logements, de commerces et d’activités culturelles
Depuis 1998, Luttre est une gare IC/IR sur la ligne 124 Charleroi-Sud - Bruxelles - Anvers-Central. Elle est desservie par des trains IC (InterCity) qui exploitent la relation Charleroi - Nivelles - Braine-l'Alleud - Bruxelles - Malines - Anvers (- Essen) toutes les demi-heures en semaine, toutes les heures le week-end. Un train L (Omnibus) effectue la relation Charleroi - Pont-à-Celles - Manage - Braine-le-Comte et un autre la relation Luttre - La Louvière, les deux via la ligne 117 qui est toujours en activité. Il y a aussi de nombreux trains de pointe. Pour plus d'infos, voir le site internet de la SNCB : sncb.be .
Le gouvernement Wallon a comme projet de réaliser une nouvelle liaison entre la gare de Luttre et la gare de Charleroi-Sud via une nouvelle gare à créer sous l'aéroport de Charleroi Bruxelles-Sud situé à Charleroi (section de Gosselies) 

#### Les transports en commun
Le village de Luttre est desservi par différentes lignes de bus, dont la particularité est d'appartenir à trois TEC régionaux différents. La plupart de ces lignes ont comme terminus la gare IC/IR (voir plus haut).
- la ligne 50-65 relie toutes les heures Pont-à-Celles à Gosselies, Jumet et Charleroi via la gare de Luttre - elle est exploitée par le TEC Charleroi ;
- la ligne 51, relie toutes les heures (toutes les deux heures le week-end) Luttre à Gouy-lez-Piéton, Souvret et Monceau-sur-Sambre - elle est exploitée par le TEC Charleroi;
- la ligne 64-66, qui ne roule que le matin et à la sortie des écoles, relie le collège du village de Rèves aux autres villages environnants (Obaix, Buzet, Frasnes-lez-Gosselies, ...) jusqu'à la gare, et parfois jusqu'à Jumet (le matin, les bus effectuent le trajet inverse) - elle est exploitée par le TEC Charleroi;
- la ligne 70, qui ne roule que le matin, relie la gare de Luttre à la gare de Nivelles, en passant par les villages d'Obaix et de Buzet - elle est exploitée par le TEC Brabant Wallon;
- la ligne 167 relie Luttre à La Louvière en suivant approximativement la ligne ferrée 117 (voir plus haut) - elle est exploitée par le TEC Hainaut.

#### L'autoroute
L’autoroute A54 (La carolorégienne) relie Nivelles à Charleroi et dispose d’une sortie à Luttre, ce qui fait que Luttre est relié par autoroute à toutes les grandes villes du pays via les autoroutes A54 et E19 ainsi que A54 et E42. L’autoroute A54 a été planifiée dans les années 60 et a été mise en service fin 1969 pour la partie Thimeon - Gosselies - Charleroi et fin 1972 pour la partie Thimeon – Luttre – Nivelles, c’est-à-dire à la même période que les autoroutes E19 (Bruxelles – Nivelles – Mons) et E42 (Mons – Charleroi – Liège).

## Personnalité
- Guy Harpigny, 100e évêque de Tournai, est né à Luttre le 13 avril 1948.
- Marcel Paternotte, aumônier militaire, grand résistant, né à Luttre le 3 octobre 1907.
- Odilon Motte créateur du El Primooooo et du schiste, l’un des plus grands vignerons de la région wallonne.